# Marilyn
Pour les articles homonymes, voir Marilyn (homonymie).
Marilyn est un téléroman quotidien québécois en 440 épisodes de 25 minutes (plus quatre épisodes commandés pour clore la série se déroulant un an plus tard), scénarisé par Lise Payette et Sylvie Payette et diffusé du 16 septembre 1991 au 2 juin 1994 à la Télévision de Radio-Canada,,.

## Synopsis
Marinette Turgeon, que tous appellent par son surnom de Marilyn, est une femme de 50 ans de nature dynamique et joyeuse. Veuve depuis deux ans, elle habite le plateau Mont-Royal, un quartier populaire de Montréal. Pour subvenir à ses besoins et à ceux de ses petits-enfants que lui a confiés sa fille avant d'aller chercher fortune en Californie, elle fait des ménages dans des maisons privées et quelques travaux de couture. De par son métier, Marilyn devient le témoin privilégié des intrigues familiales, sentimentales ou professionnelles qui se nouent dans les cinq foyers qu'elle visite chaque semaine. D'autant plus que sa franchise, sa curiosité naturelle, son ouverture d'esprit et sa bonne humeur communicative invitent à la confidence. Qui donc aurait pu prédire que cette femme de ménage de peu d'instruction allait un jour se lancer en politique municipale?

## Fiche technique
- Scénarisation : Lise Payette et Sylvie Payette
- Réalisation : Michel Bériault, Monique Brossard, Maurice Falardeau, Robert Gagnon, Albert Girard, Maude Martin et André Tousignant
- Société de production : Société Radio-Canada

## Distribution
- Louisette Dussault : Marinette « Marilyn » Turgeon
- Michel Dumont : Henri St-Jean
- Pierre Gobeil : Gilles Touchette (1993-94)
- Jean-Pierre Leduc : Vincent Desrochers / Gilles Touchette (1994)
- Denis Bernard : Jean Godbout
- Mireille Deyglun : Danièle Mercier (1991-92)
- Patricia Tulasne : Danièle Mercier (1992-94)
- Louise Lavoie : Fabienne Legault
- Henri Chassé : Jean-Marc Blais
- Louise Laparé : Solange Landry-St-Jean
- Robert Brouillette : Didier St-Jean
- Pascale Bussières : Marie-Michèle St-Jean
- Robert Lalonde : Raynald Cloutier
- Louison Danis : Louise Cloutier
- Robert Gravel : Jacques Melançon
- Louise Laprade : Paula Melançon
- Julie Saint-Pierre : Patricia Melançon-Marien
- François Cormier : François Marien
- Paul Savoie : Jérôme Marien
- Paule Baillargeon : Denise Marien
- Isabelle Lajeunesse : Mado Langlois
- Michèle Deslauriers : Gertrude Beaudoin
- Marc Legault : Arnoldo Viti
- Caroline Dhavernas : Abeille Turgeon
- Rafaël Hébert : Thomas Turgeon
- Widemir Normil : Jérémie Brown
- Yvon Thiboutot : Georges Ranger
- Robert Desroches : René Malouin
- Sophie Lorain : Geneviève L'Heureux
- Marie-Christine Perreault : Valérie Longpré
- Daniel Gadouas : Julien Renaud
- Jonas Imbault : Martin St-Jean
- Catherine Sénart : Marie-Soleil Cloutier
- Zoé Latraverse : Roseline Mathieu
- François Trottier : Louis Duchesne
- Yolande Roy : Nicole Landry
- Jacques Galipeau : Jean-Marie Landry
- Charlotte Boisjoli : Émérentienne Bédard
- Jean Harvey : Serge Martin
- Yvon Bilodeau : Réjean Martineau
- Léa-Marie Cantin : Johanne Turgeon, fille de Marilyn (1992)
- Frédérike Bédard : Johanne Turgeon, fille de Marilyn (1992-94)
- Jacques L'Heureux : Normand
- Ginette Boivin : Chantal
- Annette Garant : Irène Dupuis-Gagné
- René Gagnon : Pierre Dandurand
- Angelo Cadet : Jason Bellafonte
- Dominique Briand : Ernst Reiner
- Monique Chabot : Laurence
- Sophie Léger : Manon Grenier
- Huguette Oligny : Emma Marien
- Amulette Garneau : Pauline Ménard
- Marie Michaud : Monique Leduc
- Pierre Chagnon : Alain Lafrance
- Louis-Georges Girard : Ben Tessier
- Geneviève Brouillette : Hélène Lebrun
- Jean Latreille : Détective
- André Matteau : Maire
- Mireille Métellus : Bénévole
- Jean-Robert Bourdage : Travailleur
- Guillaume Thériault : Petit garçon aux alliances